# Mindy Sterling
Mindy Lee Sterling, född 11 juli 1953 i Paterson i New Jersey, är en amerikansk skådespelerska, verksam inom TV, film och dubbning. Hon spelar bland annat rollen som Frau Farbissina i alla tre filmer om Austin Powers, Francine Briggs i Nickelodeon-serien iCarly, Susan Skidmore i Disney Channel-serien A.N.T. – Avancerad Ny Talang (engelska: A.N.T. Farm), och Linda Schwartz i ABC-serien The Goldbergs. Hon har också givit röst åt animerade karaktärer som Ms. Endive i Cartoon Network-serien Chowder, Lin Beifong i Nickelodeon-serien The Legend of Korra, och Morgana i Nickelodeons version av TV-serien Winx Club.
Sterling har tidigare varit gift med Brian Gadson, med vilken hon har en son. 

## Filmografi (i urval)

### Filmer
| - 1981 – Underjorden, tur och retur - 1986 – Titta vi spökar - 1987 – Den modiga lilla brödrosten (röstroll; krediterad som Mindy Stern) - 1994 – Ett farligt förslag - 1997 – Austin Powers: Hemlig internationell agent - 1999 – Idle Hands - 1999 – Austin Powers: The Spy Who Shagged Me - 2000 – Grinchen – julen är stulen - 2002 – Austin Powers in Goldmember - 2004 – Eurotrip - 2006 – Ice Age 2: Istiden har aldrig varit hetare (röstroll) - 2007 – Reno 911!: Miami | - 2007 – Surf's Up (röstroll; raderad scen) - 2007 – Shredderman Rules - 2008 – Wieners - 2008 – Extreme Movie - 2009 – Spring Breakdown - 2011 – Milo mot Mars (röstroll) - 2011 – Transformers: Dark of the Moon - 2013 – Monsters University (övriga röster) - 2015 – Minioner (övriga röster) - 2017 – Dumma mej 3 (övriga röster) - 2018 – Grinchen (övriga röster) - 2022 – Minioner: Berättelsen om Gru (övriga röster) |

### TV-serier
| - 1993 – Räkna med bråk (TV-serie) (även 1995) - 1995 – Sister, Sister (TV-serie) - 1996 – Vänner (TV-serie) - 2000 – Den vilda familjen Thornberry (TV-serie) (röstroll) - 2001 – Just Shoot Me! (TV-serie) - 2001 – Even Stevens (TV-serie) - 2002 – Invader Zim (TV-serie) - 2002 – She Spies (TV-serie) - 2004 – Reno 911! (TV-serie) - 2004 – Joey (TV-serie) - 2005 – Unfabulous (TV-serie) - 2005 – That's so Raven (TV-serie) - 2005 – Justice League Unlimited (TV-serie) (röstroll) - 2006 – Kungen av Queens (TV-serie) - 2006 – Ersättarna (TV-serie) (röstroll) - 2006 – Zack & Codys ljuva hotelliv (TV-serie) - 2006 – American Dragon: Jake Long (TV-serie) (röstroll) - 2006–2007 – Higglystans hjältar (TV-serie) (röstroll) - 2007 – Simma lugnt, Larry! (TV-serie) - 2007–2008 – Tak and the Power of Juju (TV-serie) (röstroll) - 2007–2012 – Icarly (TV-serie) - 2007–2010 – Chowder (TV-serie) (röstroll) - 2008 – Scrubs (TV-serie) - 2008 – My Name Is Earl (TV-serie) - 2008 – Worst Week (TV-serie) - 2010 – 10 Things I Hate About You (TV-serie) - 2010 – Glory Daze (TV-serie) - 2010–2011 – Desperate Housewives (TV-serie) - 2010–2012 – Kick Buttowski (TV-serie) (röstroll) - 2011 – The Looney Tunes Show (TV-serie) (röstroll) - 2011 – The League (TV-serie) | - 2011 – Scooby Doo! Mysteriegänget (TV-serie) (röstroll) - 2011 – Två panka tjejer (TV-serie) - 2011–2013 – A.N.T. – Avancerad Ny Talang (TV-serie) - 2012–2014 – The Legend of Korra (TV-serie) (röstroll) - 2012 – Winx Club (TV-serie) (Nickelodeons version) (röstroll) - 2012 – På kroken (TV-serie) (röstroll) - 2013 – Legit (TV-serie) - 2013 – Raising Hope (TV-serie) - 2014 – Kung Fu Panda – Legendariska hemligheter (TV-serie) (röstroll) - 2014 – Franklin & Bash (TV-serie) - 2015 – Smulbröderna (TV-serie) (röstroll) - 2015 – The Soul Man (TV-serie) - 2015 – Pig Goat Banana Cricket (TV-serie) (röstroll) - 2015 – Be Cool, Scooby-Doo! (TV-serie) (röstroll) - 2015 – Young & Hungry (TV-serie) - 2015 – TripTank (TV-serie) (röstroll) - 2015–2017 – Black-ish (TV-serie) - 2016 – Mästerkattens äventyr (TV-serie) (röstroll) - 2017 – Voltron – Den legendariska beskyddaren (TV-serie) (röstroll) - 2017 – School of Rock (TV-serie) - 2017–2018 – Lugn i stormen (TV-serie) (röstroll) - 2017 – Hell's Kitchen (TV-serie) - 2017–2023 – The Goldbergs (TV-serie) - 2017 – Grace and Frankie (TV-serie) - 2018 – Life in Pieces (TV-serie) - 2018 – Syskonen Baudelaires olycksaliga liv (TV-serie) - 2018–2019 – Kapten Kalsongs fantastiska äventyr (TV-serie) (röstroll) - 2019 – Huset fullt – igen (TV-serie) - 2020 – Raven's Home (TV-serie) - 2020 – Kipo och de sällsamma varelsernas tid (TV-serie) (röstroll) - 2022 – Madagaskar: Liten och vild (TV-serie) (röstroll) - 2024 – St. Denis Medical (TV-serie) |

### Spel
- 2004 – Spider-Man 2 (röstroll)
- 2004 – EverQuest II (röstroll)
- 2006 – Superman Returns (röstroll)